# Zuihō
Le Zuihō (瑞鳳) est un porte-avions léger construit pour la marine impériale japonaise peu avant la Seconde Guerre mondiale. Navire de tête de sa classe, le Zuihō participe aux batailles de Guadalcanal, des îles Santa Cruz et de la mer des Philippines avant d'être coulé par les Américains durant la bataille du golfe de Leyte.

## Conception

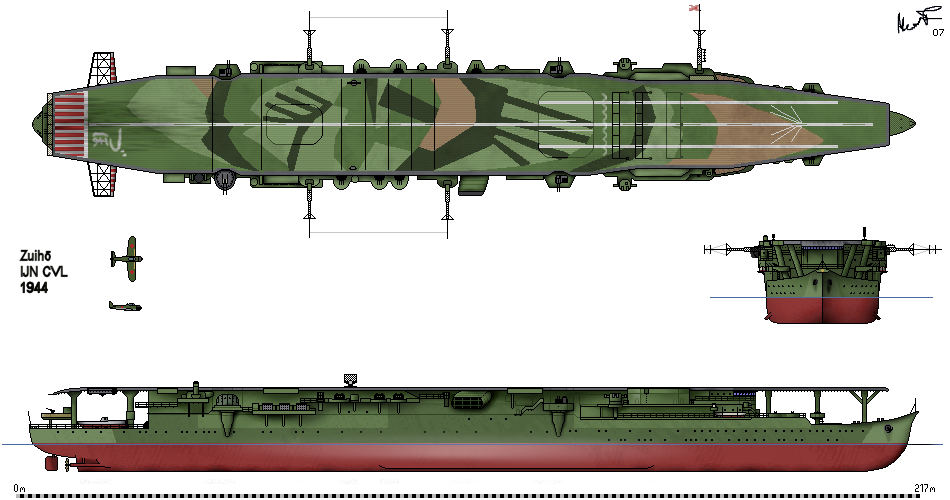
Profils du Zuihō en 1944.

La construction du navire commence le 20 juin 1935. Lancé le 19 juin 1936, il est à l'origine prévu pour être un ravitailleur de sous-marins du nom de Takasaki. Il est décidé de le convertir en porte-avions léger durant la fin de sa construction, et le Zuihō est finalement lancé le 27 décembre 1940. Le moteur diesel original est ainsi remplacé par des chaudières et des turbines de destroyer. Deux ascenseurs permettent la communication entre le hangar et le pont d'envol, qui mesure environ 180 m sur 23 m; en 1943, il est rallongé pour atteindre 192 m. Armé à l'origine de 4 tourelles doubles de canons de 127 mm et de 8 canons anti-aériens de 25 mm, ce dernier nombre est porté à 48 en 1943 puis à 68 en 1944, date à laquelle sont installés 8 lance-roquettes multiples anti-aériens .

## Histoire

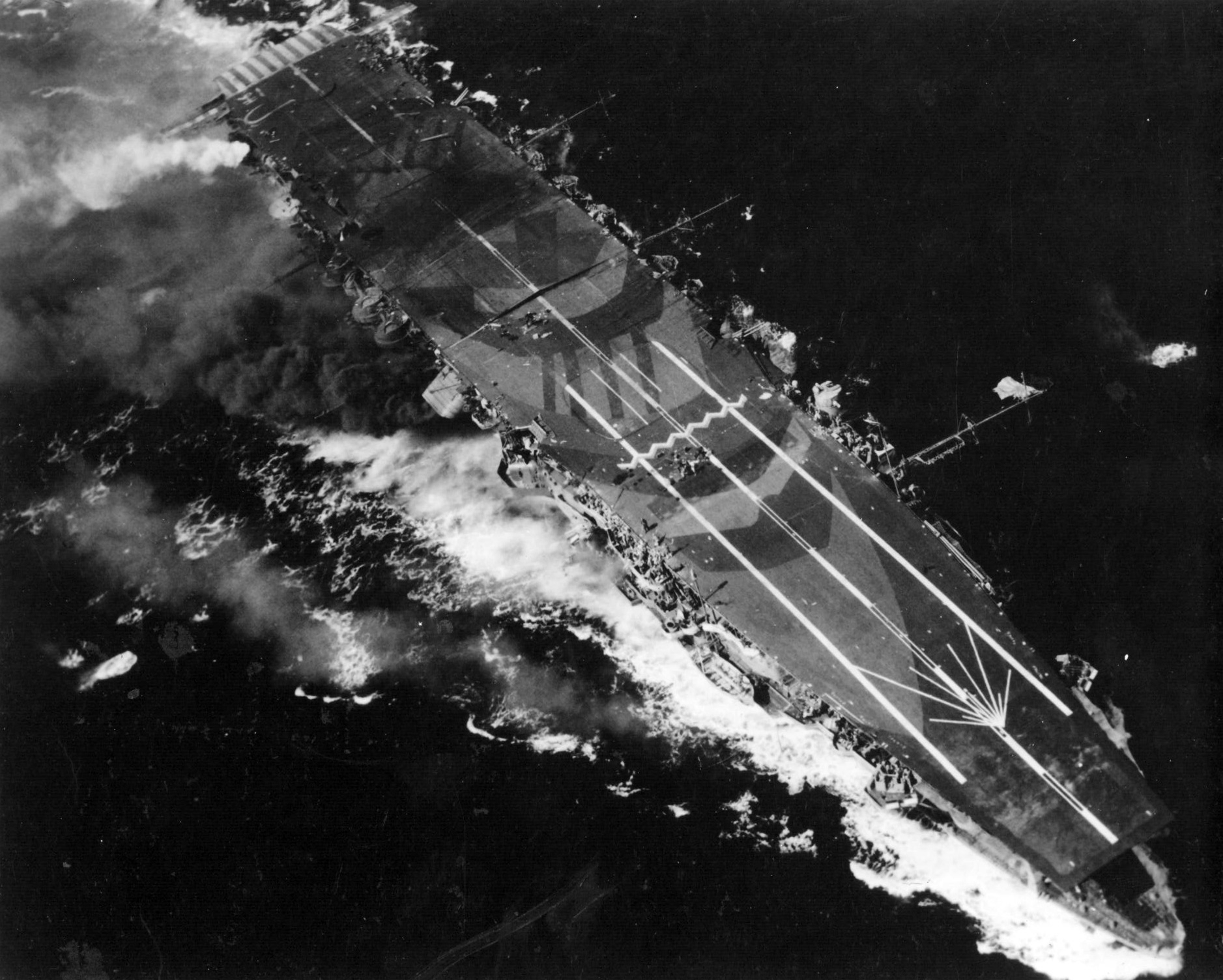
Le Zuihō photographié pendant la bataille du Cap Engaño, le 25 octobre 1944

Le Zuihō participe tout d'abord au large des Philippines et aux Indes néerlandaises, de fin 1941 à début 1942. Lors du déroulement de la bataille de Midway, il supporte le débarquement sur l'atoll Midway en compagnie de deux cuirassés et de quatre croiseurs lourds. Le 26 octobre, durant la bataille des îles Santa Cruz, le porte-avions est endommagé par deux bombes lancées par deux Dauntless de l'USS Enterprise. En compagnie du Zuikaku et du Jun'yō, il couvre l'évacuation japonaise lors de la bataille de Guadalcanal, avant que ses avions ne soient presque entièrement abattus lors d'une offensive aérienne sur les îles Salomon. Début novembre 1943, en compagnie du Shōkaku et du Zuikaku, le Zuihō participe à une offensive menée contre les Américains lors de la bataille de Bougainville ; celle-ci est un échec. Il participe ensuite à la bataille des Mariannes mi-1944, en compagnie du Chiyoda et du Chitose.
Le 25 octobre 1944, alors qu'il participe à la bataille du Cap Engaño, le Zuihō est coulé par des avions américains. 215 hommes sont tués, et les navires alentour récupèrent 759 survivants.